# Flugplatz Trier-Euren

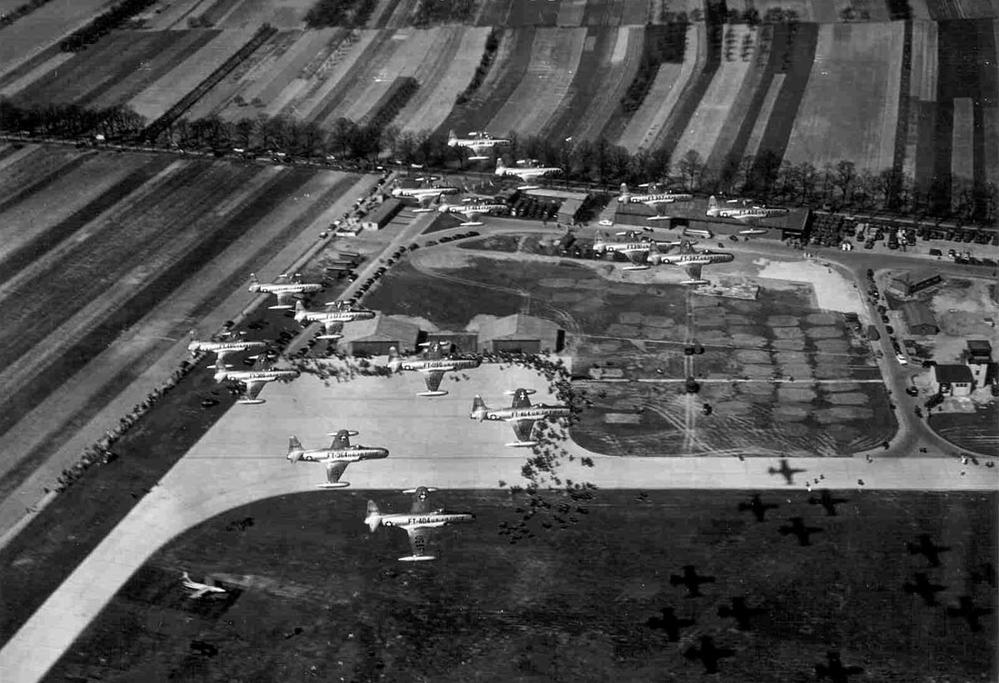
Flugplatzgelände (1955)

Der Flugplatz Trier-Euren war ein Militärflugplatz im heutigen Stadtteil Trier-Euren in Trier, Rheinland-Pfalz.

## Geschichte
Der Flugplatz bestand von 1910 bis 1977.
Er war beim Vormarsch alliierter Truppen am 10. März 1945 als erster alliierter Flugplatz im besetzten Deutschland mit der Bezeichnung Advanced Landing Ground ALG Y-57 (siehe Advanced Landing Ground) übernommen worden.
Am 5. September 1974 wurde der Vertrag zur Verlegung des Flugplatzes nach Föhren/Hetzerath unterschrieben. Die Umsiedlung aller Nutzer zum Flugplatz Trier-Föhren dauerte noch bis 1977 an. Grund für die Verlegung waren Pläne der Stadt, ein Industrie- und Gewerbegebiet im Umkreis des Geländes zu schaffen, das dann in der Folgezeit auch entstand. Relikte des Flugplatzes blieben aber noch längere Zeit erhalten, sodass beispielsweise 1984 im Rahmen der Rallye Deutschland Sonderprüfungen auf dem alten Flugplatz gefahren wurden.
Der Straßenname Am Alten Flugplatz erinnert an den Standort, ebenso die Bushaltestelle Alte Rollbahn.

## Flugplatzrennen
Auf dem Gelände fanden in den 1950er- und 1960er-Jahren Flugplatzrennen statt, unter anderem:
- am 19. August 1962, Herbert Linge wurde Klassensieger,
- am 5. Mai 1963 gewann Peter Nöcker das XI. Trierer EMSC-Flugplatzrennen auf einem Ferrari 250 GTO,
- am 3. Mai 1964 siegte Gerhard Mitter mit einem Porsche 904 beim Flugplatzrennen in Trier.[3]